# Torre Carrari
La Torre Carrari o Torre de los Carrari es una de las cerca de 20 Torres de Bolonia aún existentes en el centro histórico de la ciudad de Bolonia.

## Estructura
Situada en la actual via Marchesana, está inscripta en un contexto edilicio en falso estilo medieval, construido a fines de los años veinte. Erigida entre fines del siglo XII e inicios del siglo XIII, tiene hoy una altura de 22 metros. Muy probablemente en su origen era más alta, aunque poco más. La base es de hecho modesta (de 4,86 metros de lado) y el espesor de los muros limitado a 0,93 metros en el nivel del suelo. Se trataba de una casa-torre, es decir que fue efectivamente usada como vivienda. Restaurada y modificada abundantemente a través del tiempo, de sus partes originarias restan sólo los muros y el mechinal, mientras que la puerta con arco ojival, ricamente decorada con Terracota, es algo posterior a la construcción (fin del siglo XIV – comienzos del siglo XV. Las ventanas, en cambio, son modernas.

## Historia
La construcción de la torre es atribuida a los Carrari por la vecindad con la hoy desaparecida iglesia de Santa María de los Carrari, que se encontraba donde se abre la bóveda neogótica que vincula la vía Marchesana con la vía de' Toschi. Entre estas dos calles, a pesar de ser adyacentes, existe una diferencia de cota de algunos metros, debida al hecho de que a lo largo del curso de la vía Marchesana surgían los muros de Bolonia, los de selenita, es decir los más antiguos de los construidos para defender la ciudad. 
Los Carrari eran gibelinos y fueron por eso exiliados en 1274, aunque retornaron a la ciudad algunos años más tarde. Los miembros de la familia fueron docentes universitarios, juristas, políticos y caballeros. La torre fue vendida por los Carrari a la importante familia Foscarari (de la cual deriva el nombre de la vecina calle de’ Foscherari), que residían a poca distancia. Luego cambió de manos muchas veces y actualmente pertenece al Crédito Romagnolo. La base de la torre alberga hoy un negocio de artículos para mascotas.